# SN 2007gf
SN 2007gf – supernowa typu Ia odkryta 26 lipca 2007 roku w galaktyce A231748+2259. W momencie odkrycia miała maksymalną jasność 19,90m.